# Raema Lisa Rumbewasová
Raema Lisa Rumbewasová (10. září 1980 Jayapura – 14. ledna 2024) byla indonéská vzpěračka. Je držitelkou tří olympijských medailí, dvou stříbrných a jedné bronzové. Stříbro si přivezla ze závodu ve váhové kategorii do 48 kilogramů na hrách v Sydney roku 2000 a ze soutěže do 53 kilogramů na hrách v Athénách roku 2004. Za čtyři roky v Pekingu vzpírala ve stejné váze a brala bronz – původně sice skončila čtvrtá, ale třetí Běloruska Nastassja Novikavová byla roku 2016 nakonec diskvalifikována za doping. V roce 2006 Rumbewasová obsadila druhé místo na mistrovství světa v Santo Dominu a bronz si přivezla z Asijských her v Pusanu roku 2002. Je sestřenicí úspěšné indonéské badmintonistky Nityi Krishindy Maheswariové.